# Lübbow
Lübbow település Németországban, azon belül Alsó-Szászország tartományban. Lakosainak száma 829 fő (2023. december 31.).

## Népesség
A település népességének változása:
| Lakosok száma | 830  | 809  | 805  | 800  | 812  | 829  |
|               | 2016 | 2017 | 2019 | 2021 | 2022 | 2023 |